# 八爪跳棋
八爪跳棋（Octi），是Don Green在1999年推出的兩人跳棋遊戲，曾為奧林匹亞電腦遊戲程式競賽的指定棋類之一。

## 棋具
- 9*9方格棋盤，組成81棋格。
  - c3、e3、g3為先手方的基地；c7、e7、g7為後手方的基地。

- 棋子為扁平的八方形，每側可插一枚插梢，每方各七枚。

- 插梢有112根，雙方共用。

## 規則
- 初始佈置為先手方在b3、c3、d3、e3、f3、g3、h3；後手方在b7、c7、d7、e7、f7、g7、h7。

- 每回合可選三種行動之一，無論何種，棋子移動方向僅限於有插梢的一側。
  - 插梢：將一枚插梢插在一枚己棋的一側。
  - 鄰移：移動一枚己棋往空鄰格。
  - 跳行：一枚己棋跳過一枚鄰格的棋子落到同方向的緊連空格，可以選擇持續連跳，可依有插梢的一側換方向。每次跳過的任何方棋子可以立刻移出棋盤，或保留。

- 棋盤左右兩側視為連結；棋盤上下兩側視為連結。

- 先把一枚己棋移到對方其中一個基地獲勝；或是消滅所有敵棋[2]。

## 外部連結
- 遊戲介紹
- 遊戲下載 （页面存档备份，存于）
- 遊戲下載 （页面存档备份，存于）